# Thrinax
Thrinax es un género de plantas fanerógamas perteneciente a la familia de las palmáceas (Arecaceae) con 3 especies denativas del Caribe.

## Descripción
Son palmas solitarias, inermes; con tallos de 2–10 m de alto y 8–12 cm de diámetro, columnares, ensanchados en la base y con una masa de raíces fibrosas; plantas hermafroditas. Hojas palmeadas, de contorno circular, 1,2–1,6 m de diámetro, el envés más claro, glauco, lepidoto; segmentos 51–63, trulados, 79–113 cm de largo y 5–6,5 cm de ancho, acuminados, con filamento apical; vaina 58–62 cm de largo, partida y posteriormente fibrosa, pecíolo 36–94 cm de largo. Inflorescencias interfoliares, erectas, ramificación de 2 órdenes, 120–220 cm de largo, brácteas primarias hasta 12 cm de largo, blancas en la antesis; raquillas con 46–56 flores solitarias, pediceladas; perianto una cúpula 6-dentada, blanca; estambres 6–12. Frutos redondeados, 7–8,2 mm de diámetro, blancos, residuo estigmático apical, perianto persistente, epicarpo liso, mesocarpo delgado, farináceo, endocarpo papiráceo; semilla deprimido-globosa, ruminada en la periferia, el endosperma de otro modo homogéneo, eofilo lanceolado.

## Distribución y hábitat
Es nativa de la región del Gran Caribe. Está estrechamente relacionado con los géneros Coccothrinax, Hemithrinax y Zombia.  Las flores son pequeñas y bisexuales, y se encuentran en pequeños tallos.
Thrinax consta de cinco especies. Tres de ellas son endémicas insulares - Thrinax ekmaniana es exclusivamente endémica de las colinas de Jumagua en Cuba, mientras que Thrinax excelsa y Thrinax parviflora son endémicas de Jamaica. Thrinax morrisii se encuentra en las Antillas Mayores y Menores, las Bahamas y los Cayos de Florida. La quinta especie, Thrinax radiata, se distribuye más amplimente - está presente en  las Antillas Mayores, las Bahamas, sur de la Florida, México y América Central. 

## Taxonomía
El género fue descrito por L.f. ex Sw.  y publicado en Nova Genera et Species Plantarum seu Prodromus 4, 57. 1788.
Etimología
Thrinax: nombre genérico que deriva de la griega: thrinax "tridente", considerada una referencia a los segmentos divididos y afilados de  la hoja.

## Especies
- Thrinax excelsa Lodd. ex Mart.
- Thrinax parviflora Sw. - guano de lana, miraguano de lana.[5]
- Thrinax radiata Lodd. ex Schult. & Schult.f.